# Нарты из Абхазии
«На́рты из Абха́зии» — команда КВН из Сухума. В 2005 году поделили с «Мегаполисом» чемпионство в Высшей лиге.

## История в КВН

### Премьер-лига
2003 — команда дошла до финала Премьер-лиги и стала вице-чемпионом. 2004 — команда выбыла на четвертьфинальном этапе.

### Высшая Лига
В 2004-м году команда попала в Высшую лигу, но проиграла на стадии 1/8-й финала. В Высшей Лиге КВН 2005 года «Нарты из Абхазии» успешно дошли до финала, в котором их соперниками были: «Четыре татарина», «Мегаполис» и «ЧП». С результатом — 20,2 балла команда стала чемпионом Высшей лиги КВН 2005, разделив это звание с «Мегаполисом».

## История после КВН
- Часть команды принимала участие в телевизионном проекте «Цвет нации (Лига наций)». Ведущими передачи были: Станислав Ярушин («ЛУНа») и Сангаджи Тарбаев («РУДН»).
- В конце июля 2011 года Посольство Латвии в России отказало в выдаче виз участникам команды, объяснив своё решение в том числе и фальшивыми документами, предоставленными командой, в связи с чем она не смогла принять участие на фестивале Голосящий КиВиН[1].
- Часть команды снялась в фильме «Август. Восьмого».
- Тимур Тания — актёр сериалов «Однажды в России» и «Дружба народов», выходящего на телеканале ТНТ. А также — актёр шоу «Организация определённых наций».

## Достижения и титулы
- Чемпионы Лиги «Олимп» 2002
- Вице-чемпионы Премьер-Лиги 2003
- Обладатели Гран-При Юрмальского фестиваля 2004
- Четвертьфиналисты Премьер-Лиги 2004
- Чемпионы Высшей лиги КВН 2005
- Обладатели Летнего кубка 2008, 2010
- Обладатели Золотого и Президентского КиВиНов Юрмальского фестиваля 2009

## Состав команды
- Тимур Тания — капитан
- Тимур Аршба
- Тимур Квеквескири
- Алхас Каджая
- Эрик (Эрнест) Микаа
- Алхас Манаргия
- Роланд Бганба
- Дамей Чамба
- Саид Хашба
- Даур Чамагуа
- Руслан Шакая
- Вианор Бебия — директор команды
- Владислав Бигвава — саундмастер команды